# JJ Lin
JJ Lin (kínaiul 林俊傑, pinjin: Lín Jùnjié, magyaros: Lin Csun-csie; 1981. március 27.) szingapúri mandopopénekes, dalszerző és színész. Első albumával, a Music Voyagerrel a legjobb új előadó díját érdemelte ki a tajvani Golden Melody Awards-on.

## Élete és pályafutása
Szingapúrban született, az Anglo-Chinese Schoolban tanult, keresztény neveltetést kapott. Angol anyanyelvű, a mandarin nyelvvel csak később kezdett el foglalkozni.
Első albuma, a Music Voyager 2003-ban jelent meg. Második albuma, a Second Heaven elnyerte a Singapore Hit Awards legjobb új előadó díját, 2005-ben No. 89757 című albuma pedig négy díjat kapott ugyanitt.
2007-ben Guinness-rekorder lett, két és fél óra leforgása alatt 3052 CD-t dedikált.
Saját divatmárkája van SMG néven.

## Diszkográfia
| #   | Cím                       | Dátum              | Kiadó                   |
| --- | ------------------------- | ------------------ | ----------------------- |
| 1.  | Music Voyager (樂行者)    | 2003. április 10.  | Ocean Butterflies Music |
| 2.  | Second Heaven (第二天堂)  | 2004. június 8.    | Ocean Butterflies Music |
| 3.  | No. 89757 (編號89757)     | 2005. április 1.   | Ocean Butterflies Music |
| 4.  | Cao Cao (曹操)            | 2006. február 17.  | Ocean Butterflies Music |
| 5.  | West Side (西界)          | 2007. június 29.   | Ocean Butterflies Music |
| 6.  | Sixology (JJ陸)           | 2008. október 10.  | Ocean Butterflies Music |
| 7.  | 100 Days (100 天)         | 2009. december 18. | Ocean Butterflies Music |
| 8.  | She Says (她說)           | 2010. december 8.  | Ocean Butterflies Music |
| 9.  | Lost N Found (學不會)     | 2011. december 31. | Warner Music Taiwan     |
| 10. | Stories Untold (因你而在) | 2013. március 3.   | Warner Music Taiwan     |